# Пенин, Николай Никифорович
Николай Никифорович Пенин (19 января 1920, Сухая Вязовка, Самарский уезд, Самарская губерния — 3 ноября 1990, Красноармейский район, Куйбышевская область) — тракторист-машинист совхоза имени Ленина Красноармейского района Куйбышевской области, Герой Социалистического Труда (07.12.1973).

## Биография
Родился 19 января 1920 года. Место рождения: Куйбышевская область, Волжский район, с. Сухая Вязовка.
Работал в организованном в 1931 году совхозе имени Ленина Красноармейского района Куйбышевской области сначала пастухом, затем, после окончания курсов трактористов (1939) — механизатором.
В 1940—1948 гг. служил в Армии, участник войны. После демобилизации вернулся в совхоз.
Работая на тракторе ЧТЗ, при сменной норме в 7 гектаров пахал по 12. На тракторе С-80 вместо 5-корпусного плуга пахал 9-корпусным, почти вдвое увеличив производительность. На жатве таскал по два прицепных зерноуборочных комбайна С-6.
Первым в совхозе осваивал новые современные машины. По словам журналистов, умел выжать из них всё, на что они способны, и ещё чуть-чуть.
Герой Социалистического Труда (07.12.1973). Награждён орденом Отечественной войны I степени.
С 1983 г. на пенсии, несколько лет работал в сезон уборки зерна слесарем на току.
Умер 3 ноября 1990 года, похоронен в Ленинском Красноармейского района Куйбышевской (с 1991 года Самарской) области.